# Paraleprodera javanica
Paraleprodera javanica là một loài bọ cánh cứng trong họ Cerambycidae.